# La Paz (Leyte)
La Paz (Bayan ng La Paz) är en kommun i Filippinerna. Kommunen ligger på ön Leyte, och tillhör provinsen Leyte. Folkmängden uppgår till 17 627 invånare.

## Barangayer
La Paz är indelat i 35 barangayer.
| - Bagacay East - Bagacay West - Bongtod - Bocawon - Buracan - Caabangan - Cacao - Cagngaran - Calabnian - Calaghusan - Caltayan - Canbañez | - Cogon - Duyog - Gimenarat East - Gimenarat West - Limba - Lubi-lubi - Luneta - Mag-aso - Moroboro - Pansud - Pawa - Piliway | - Poblacion District 1 - Poblacion District 2 - Poblacion District 3 - Poblacion District 4 - Quiong - Rizal - San Victoray - Santa Ana - Santa Elena - Tabang - Tarugan |